# Dwight V. Swain
Dwight Vreeland Swain (geboren am 17. November 1915 in Rochester, Michigan; gestorben am 24. Februar 1992 in Norman, Oklahoma) war ein amerikanischer Schriftsteller. Er schrieb Kurzgeschichten in verschiedenen Genres, darunter Science-Fiction, Krimi und Western, war Drehbuchautor und schrieb eine Reihe von Ratgebern und Lehrbüchern über Kreatives Schreiben.

## Leben
Swain war der Sohn des Eisenbahntelegrafisten John Edgar Swain und von Florence Marietta, geborene Vreeland. Er besuchte das Jackson Junior College in Marianna, Florida und studierte an der University of Michigan, wo er 1937 den Bachelor erwarb, und an der University of Oklahoma, wo er 1954 mit dem Master abschloss. Er arbeitete als Journalist und Redakteur für Zeitungen, war im Zweiten Weltkrieg drei Jahre lang Soldat und arbeitete ab 1949 als Drehbuchautor für die Journalismusschule an der University of Oklahoma, wo er ab 1952 Dozent war. Ab 1966 arbeitete er für die Palmer Writers School.
Ab Mitte der 1930er begann er Kurzgeschichten zu veröffentlichen. Seine erste Science-Fiction-Erzählung Henry Horn’s Super-Solvent erschien 1941 in dem Pulp-Magazin Fantastic Adventures, zugleich die erste der Reihe über den unfähigen Erfinder Henry Horn. Einige seiner SF-Geschichten wurden auch ins Deutsche übersetzt, darunter The Transposed Man als Der Gestaltwandler.
Seit 1974 wurde in Anerkennung seiner Verdienste ein nach ihm benanntes Stipendium von der Journalismusschule an der University of Oklahoma vergeben. 1991 wurde Swain in die Oklahoma Writers Hall of Fame aufgenommen.
Swain hatte 1942 Margaret Reaves Simpson geheiratet und mit dieser einen Sohn (1946 geboren). 1968 wurde die Ehe geschieden. 1969 heiratete er Joye Raechel Boulton. 1992 ist Swain im Alter von 76 Jahren gestorben.

## Bibliografie
Henry Horn (Kurzgeschichtenserie)
- Henry Horn’s Super-Solvent (1941)
- Henry Horn’s Racing Ray (1942)
- Henry Horn’s Blitz Bomb (1942)
- Henry Horn’s X-Ray Eye Glasses (1942)

Romane
- The Planet Murderer (1984, mit Andrew J. Offutt, als John Cleve)
- Monster (1991)

Kurzgeschichten
- The Devil’s Lady (1942, als Clark South)
- The Skin-Deep Beauty (1942)
- The Powers of Darkness (1942)
- Peace Mission to Planetoid X (1942)
- The Bottle Imp (1942)
- Crusade Across the Void (1942)
- Shayla’s Garden (1942)
- Long Remember (1942)
- The Outlaw Echo (1942, als Clark South)
- The Time Mirror (1942, als Clark South)
- The Perfect Husband (1943)
- The Persian Carpet (1943)
- Drummers of Daugavo (1943)
- The Hands of Ali Jinnah (1947)
- Cry Chaos! (1951)
- Dark Destiny (1952)
- So Many Worlds Away … (1952)
- The Weapon from Eternity (1952)
- The Transposed Man (1953)
  - Deutsch: Der Gestaltwandler. Pabel Utopia #75, 1956. Auch als: Zauberkreis Science Fiction #173, 1976.
- Planet of Dread (1954)
- The Terror Out of Space (1954)
- Terror Station (1955)
  - Deutsch: Station des Schreckens. Zauberkreis Science Fiction #185, 1977.
- Enemy of the Qua (1956)
- Bring Back My Brain! (1957)
- The Horde from Infinity (1957)
- Battle Out of Time (1957)
  - Deutsch: Treffpunkt Knossos. Kelter (Gemini Science Fiction #36), 1977.
- You Can’t Buy Eternity! (1957)
- Stay Out of Space! (1958)
- Giant Killer (1958)
- Takeover (1994)

Sachliteratur
- Tricks & Techniques of the Selling Writer (1965, auch als Techniques of the Selling Writer, 1974)
- Film Scriptwriting : A Practical Manual (1976)
- Scripting for Video and Audiovisual Media (1981, Neuauflage als Scripting for the New AV Technologies, 1991)
- Creating Characters: How to Build Story People (1990)